# 須原スキー場
須原スキー場（すはらスキーじょう）は、新潟県魚沼市須原に位置するスキー場。山頂からは越後駒ヶ岳、中ノ岳、八海山の越後三山、守門岳、浅草岳などの山並みが展望でき、初級者向けから上級者向けまで各種コースが揃っている。センターハウスなど食事や休憩施設も整っている。
スキー場周辺には多くの民宿や旅館が立地しており、宿泊が可能。
山頂には予約制の天体観測施設「魚沼市自然科学館 星の家」がある。また、奥只見レクリェーション都市公園 須原公園に隣接しており、目黒邸や絵本の家ゆきぼうし、玉川酒造「越後ゆきくら館」といった施設が周辺に位置する。

## 概要
- 所在地 - 新潟県魚沼市須原1846-13
- 開設年月日 - 1963年
- 営業期間 - 12月中旬 - 3月初旬（降雪状況により変更有り）
- 営業時間 - 8:30 - 16:45、ナイターは貸切制。
- 駐車場 - 400台収容（2ヵ所、全日無料）

### ゲレンデ
上級者コース（非圧雪）
- ワイルドコース(200m)
- エキスパートコース(200m)
- ブリザードコース(200m)

中級者コース
- ジャイアントコース(1500m)
- アドベンチャーコース(650m)
- アルパインコース(600m)

初級者コース
- ロマンスゲレンデ(500m)
- アドベンチャー連絡コース(400m)
- アドベンチャーサンライン(250m)
- アルパインスーパー迂回コース(1500m)
- レクリエーションゲレンデ(70m×70m)

### リフト
- 須原フーディークワッドリフト(1400m)
- 須原第一ロマンスリフト(410m)
- 須原第二ロマンスリフト(550m)
- 須原高原ロマンスリフト(600m)

### 場内施設
- センターハウス(200席)　※リフト券売り場・レストラン・キッズルーム・トイレ・更衣室・スキー学校・レンタル・喫煙所
- 高原レスト「北極星」(60席)　※山頂「星の家」内レストラン
- レスト須原(150席)　※予約団体用施設

## 自然科学館　星の家
須原スキー場の山頂には、須原高原公園と自然科学館「星の家」がある。星の家には、口径400mmの反射式天体望遠鏡を備えた天体ドームがあり、毎年6月～10月には「星空と天体観測」が開催されている。スキー場の営業期間は山頂レストランとして利用されている。

## 周辺施設
- 目黒邸
- 奥只見レクリェーション都市公園 須原公園
- 絵本の家ゆきぼうし
- 玉川酒造

## アクセス
- 公共交通：JR只見線 越後須原駅から徒歩7分。小出駅から同路線に並行する南越後観光バス「貫木」「穴沢」行路線バスの最寄り停留所は「須原駅角」となる。両者とも本数は少ない[3]。
- 上越新幹線：東京 - 浦佐　約90分。新潟 - 浦佐　約40分。
- 車：関越自動車道魚沼ICまたは堀之内ICより、国道252号経由で約30分。北陸自動車道中之島見附ICより、国道290号経由で約60分。